# 歩兵第36連隊

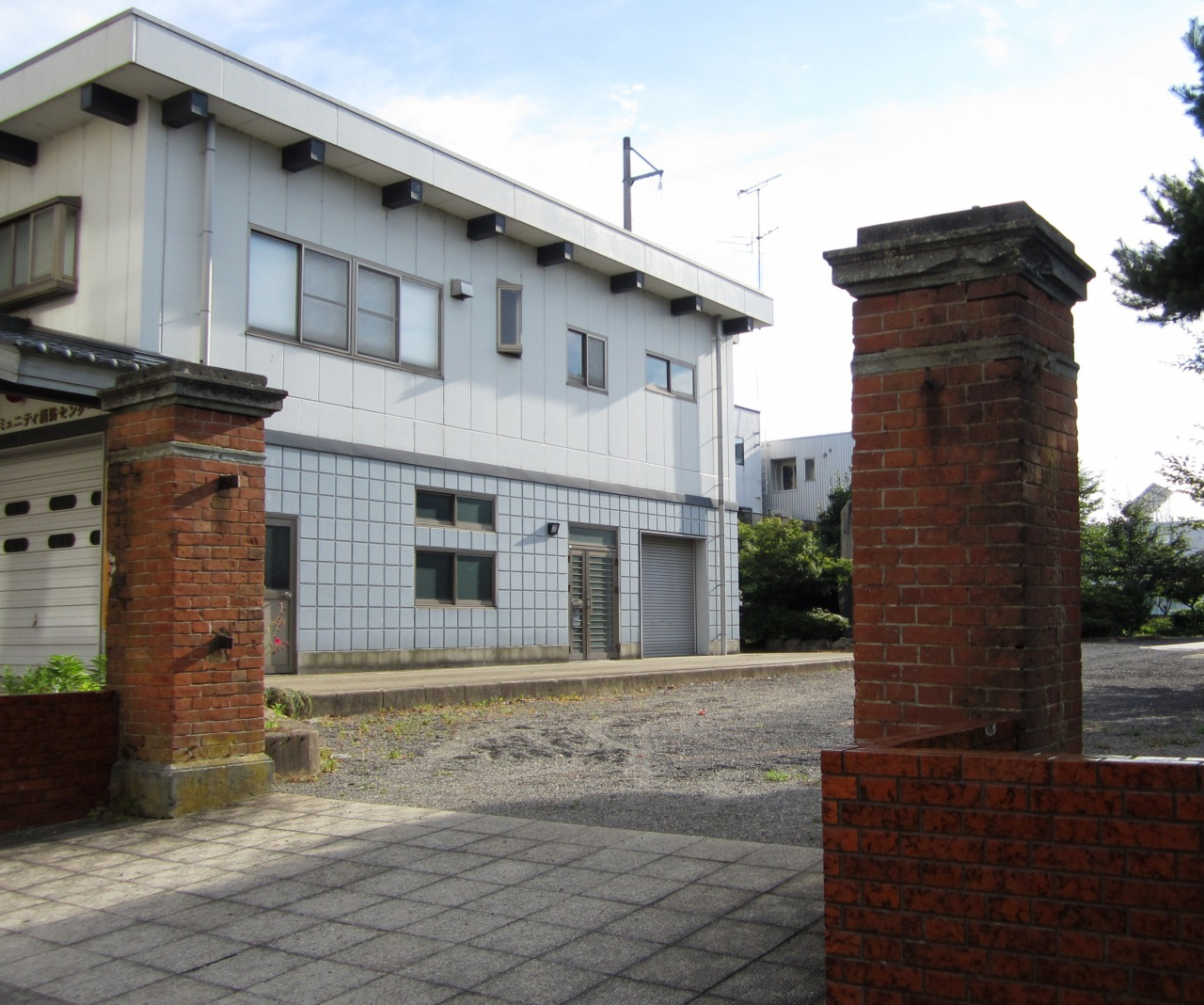
歩兵第36連隊営門

歩兵第36連隊（ほへいだい36れんたい、歩兵第三十六聯隊）は、大日本帝国陸軍の連隊のひとつ。根拠地は、福井県今立郡神明町（現・鯖江市）に置かれた。

## 沿革
- 1896年（明治29年） - 連隊本部を設置
- 1898年（明治31年）3月24日 - 軍旗拝受
- 1904年（明治37年） - 日露戦争に従軍
- 1914年（大正3年）4月15日 - 留守隊を設置し事務を開始[1]。
- 1921年（大正10年）5月 - シベリア出兵
- 1932年（昭和7年）1月 - 第一次上海事変に出動
- 1935年（昭和10年）7月 - 満州駐剳
- 1937年（昭和12年） - 帰還

9月9日 - 動員下令
9月27日 - 上海に到着、激戦を展開しつつ南京攻略戦に参加
- 1938年（昭和13年） - 徐州会戦などに参加
- 1939年（昭和14年）6月 - 帰還
- 1940年（昭和15年）

7月 - 第9師団から第28師団に所属変更
10月18日 - 新京に駐屯
- 1944年（昭和19年）

3月 - チチハルに移駐
7月 - 沖縄県大東諸島へ移駐し、一部は沖縄へ
- 1945年（昭和20年）8月 - 終戦

## 歴代連隊長
| 代 | 氏名       | 在任期間               | 備考                                |
| -- | ---------- | ---------------------- | ----------------------------------- |
| 1  | 友安治延   | 1896.9.25 - 1899.3.14  |                                     |
| 2  | 三原重雄   | 1899.3.13 - 1904.8.29  | 中佐、1901.5.大佐、戦死し少将に特進 |
| 3  | 福谷幹雄   | 1904.8.30 - 1906.2.18  | 中佐                                |
| 4  | 三輪光儀   | 1906.2.19 - 1909.5.19  |                                     |
| 5  | 佐々木半蔵 | 1909.5.20 - 1910.12.23 |                                     |
| 6  | 山口平吉   | 1910.12.23 - 1916.4.1  |                                     |
| 7  | 久米徳太郎 | 1916.4.1 -             |                                     |
| 8  | 汾陽光二   | 1920.8.10 -            |                                     |
| 9  | 秋山愛二郎 | 1923.8.6 -             |                                     |
| 10 | 三宅辨吉   | 1926.3.2 -             |                                     |
| 11 | 今井信夫   | 1928.3.8 -             |                                     |
| 12 | 大賀一男   | 1930.8.1 -             |                                     |
| 13 | 藤井貫一   | 1933.8.1 -             |                                     |
| 14 | 水野信     | 1936.3.7 -             |                                     |
| 15 | 脇坂次郎   | 1937.8.2 -             |                                     |
| 16 | 太田貞昌   | 1938.7.15 -            |                                     |
| 17 | 山田三郎   | 1940.8.1 -             |                                     |
| 18 | 平野儀一   | 1943.3.1 -             |                                     |
| 末 | 田村権一   | 1945.2.26 -            |                                     |

## 戦後
第二次世界大戦後、連隊が使用していた練兵場は戦災者や引揚者による開拓地となった。1947年（昭和22年）10月25日には、昭和天皇が開拓地の視察に訪れている（昭和天皇の戦後巡幸）。
鯖江駐屯地は1962年（昭和37年）、陸上自衛隊の駐屯地として復活する。しかし自衛隊では施設科中心の拠点となり、普通科（帝國陸軍の歩兵に相当）は令和の現在に至るまで置かれていない。